# Saint-Cyr-en-Talmondais
Saint-Cyr-en-Talmondais är en kommun i departementet Vendée i regionen Pays de la Loire i västra Frankrike. Kommunen ligger i kantonen Moutiers-les-Mauxfaits som tillhör arrondissementet Les Sables-d'Olonne. År 2022 hade Saint-Cyr-en-Talmondais 400 invånare.

## Befolkningsutveckling
Antalet invånare i kommunen Saint-Cyr-en-Talmondais
| Referens: INSEE |